# Muyumbu
Muyumbu (Kinyarwanda Umurenge wa Muyumbu) ist einer von 14 Sektoren des Distrikts Rwamagana in der Ostprovinz von Ruanda.

## Geographie
Der Sektor Muyumbu hat eine Fläche von 50,3 km². Er setzt sich aus den fünf Zellen Akinyambo, Bujyujyu, Murehe, Ntebe und Nyarukombe zusammen. Nachbarsektoren sind im Norden Rusororo, im Nordosten Gahengeri, im Südosten Nzige, im Südwesten Nyakaliro und im Westen Masaka.

## Bevölkerung
Nach Stand der Volkszählung von 2022 liegt die Einwohnerzahl bei 56.881. Zehn Jahre zuvor waren es 24.242, was einem jährlichen Bevölkerungszuwachs von 8,9 Prozent zwischen 2012 und 2022 entspricht.

## Verkehr
Durch den Sektor verläuft eine District Road.